# Hjartasteinn
Hjartasteinn é um filme de drama islandês de 2016 dirigido e escrito por Guðmundur Arnar Guðmundsson. Teve sua primeira aparição na sessão Discovery do Festival Internacional de Cinema de Toronto; em 9 de setembro de 2016, venceu o Queer Lion no Festival Internacional de Cinema de Veneza, sendo, pois, o primeiro filme islandês exibido no festival veneziano. Em 2017, foi indicado ao Prêmio de Cinema do Conselho Nórdico.

## Elenco
- Baldur Einarsson - Þór/ Thor
- Blær Hinriksson - Kristján/ Christian
- Diljá Valsdóttir - Beta/ Beth
- Katla Njálsdóttir - Hanna/ Hannah
- Jónína Þórdís Karlsdóttir - Rakel
- Rán Ragnarsdóttir - Hafdís
- Søren Malling - Sven
- Nína Dögg Filippusdóttir - Hulda
- Gunnar Jónsson - Ásgeir
- Sveinn Ólafur Gunnarsson - Sigurður